# Twee honden
Twee honden is een schilderij van de Nederlandse kunstenaar Theo van Doesburg in het Centraal Museum in Utrecht.

## Voorstelling
Het is een van Van Doesburgs vroegste werken. Het stelt twee kortharige, rood-witte honden voor met afgebonden staart, mogelijk twee kleine münsterländers of foxhounds.

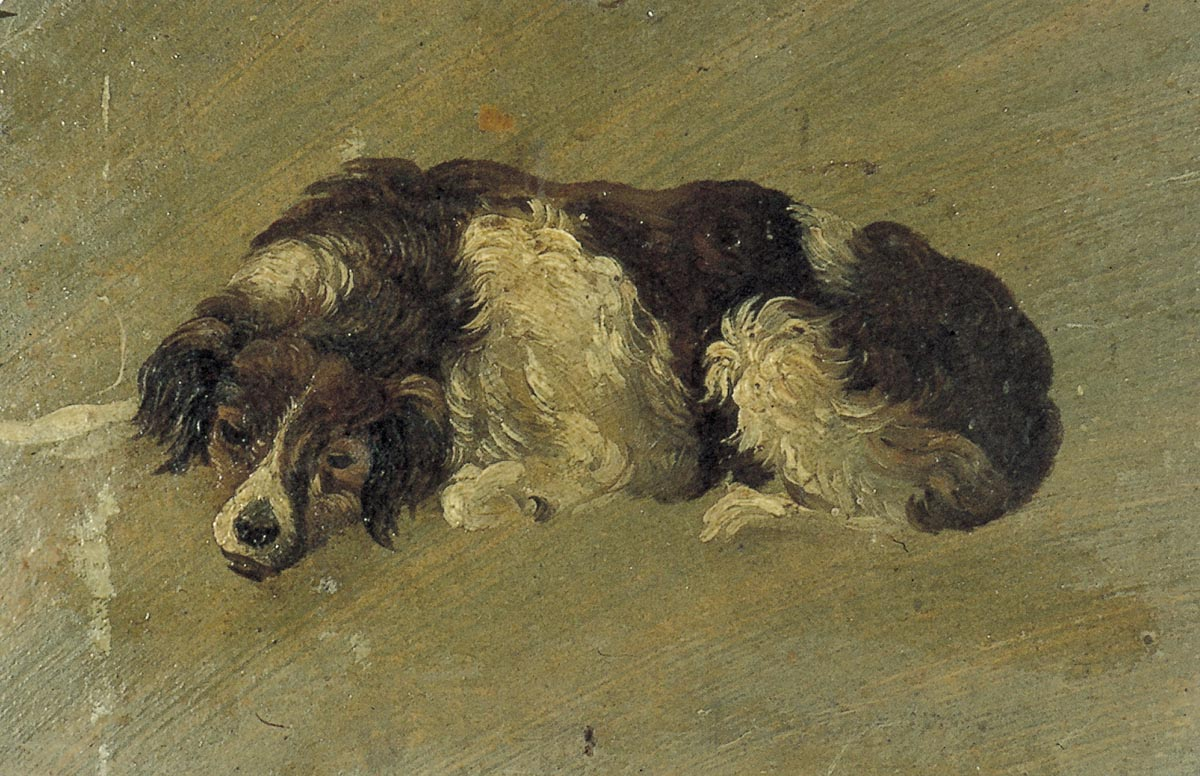
Theo van Doesburg. Hond. 1899. Utrecht, Centraal Museum.

## Datering
Het werk is uitgevoerd in dezelfde techniek als Van Doesburgs Hond. Volgens een aantekening op de achterzijde hiervan maakte Van Doesburg dit schilderijtje in 1899. Twee honden moet in hetzelfde jaar ontstaan zijn.

## Herkomst
De werken maken deel uit van de schenking Van Moorsel. In 1999 werden ze in blijvend bruikleen afgestaan aan het Centraal Museum.